# Magdolna Nyári-Kovács
Magdolna Nyári-Kovács (Budapest, 1 de julio de 1921-Budapest, 4 de mayo de 2005) fue una deportista húngara que compitió en esgrima, especialista en la modalidad de florete.
Participó en tres Juegos Olímpicos de Verano entre los años 1952 y 1960, obteniendo una medalla de plata en Roma 1960 en la prueba por equipos. Ganó once medallas en el Campeonato Mundial de Esgrima entre los años 1948 y 1963.

## Palmarés internacional
| Juegos Olímpicos   | Juegos Olímpicos         | Juegos Olímpicos  | Juegos Olímpicos    |
| Año                | Lugar                    | Medalla           | Prueba              |
| ------------------ | ------------------------ | ----------------- | ------------------- |
| 1960               | Roma (Italia)            | Medalla de plata  | Florete por equipos |
| Campeonato Mundial |                          |                   |                     |
| Año                | Lugar                    | Medalla           | Prueba              |
| 1948               | La Haya (Países Bajos)   | Medalla de plata  | Florete por equipos |
| 1951               | Estocolmo (Suecia)       | Medalla de plata  | Florete por equipos |
| 1951               | Estocolmo (Suecia)       | Medalla de bronce | Florete individual  |
| 1952               | Copenhague (Dinamarca)   | Medalla de oro    | Florete por equipos |
| 1954               | Luxemburgo (Luxemburgo)  | Medalla de oro    | Florete por equipos |
| 1955               | Roma (Italia)            | Medalla de oro    | Florete por equipos |
| 1956               | Londres (Reino Unido)    | Medalla de bronce | Florete por equipos |
| 1959               | Budapest (Hungría)       | Medalla de oro    | Florete por equipos |
| 1961               | Turín (Italia)           | Medalla de plata  | Florete por equipos |
| 1962               | Buenos Aires (Argentina) | Medalla de oro    | Florete por equipos |
| 1963               | Danzig (Polonia)         | Medalla de plata  | Florete por equipos |